# 西卡西丘陵县
西卡西丘陵县（英語：West Khasi Hills District）是印度東北部梅加拉亞邦的一個縣，面積5,247平方公里，2001年人口294,115，人口密度每平方公里56人，識字率為53%。2011年人口385,601。

## 外部連結
- West Khasi Hills website
- Khasi Hills Autonomous District Council website（页面存档备份，存于）
- West Khasi Hills District website

25°31′00″N 91°16′00″E / 25.5167°N 91.2667°E